# 15742 Laurabassi
15742 Laurabassi este o planetă minoră (asteroid), cu un diametru de 4,869 km, din centura de asteroizi. A fost descoperită pe 6 iunie 1991 la Observatorul La Silla de Eric Walter Elst. 
Obiectul prezintă o orbită caracterizată de o semiaxă mare de 2,6881432 UAi, o excentricitate de 0,03, o înclinație de 14,23529 ° în raport cu ecliptica.